# Natriumchloriet
Natriumchloriet (NaClO2) is het natriumzout van waterstofchloriet. De stof komt voor als zwak-corrosieve, witte kristallen of schilfers. De stof wordt gebruikt in de productie van papier. Textone is de handelsnaam van het commerciële product.

## Toxicologie en veiligheid
De stof ontleedt bij verhitting tot 200°C, met vorming van giftige en corrosieve dampen, die brand- en ontploffingsgevaar veroorzaken. Het is een sterk oxidatiemiddel en reageert hevig met brandbare en reducerende stoffen. Natriumchloriet reageert hevig met zuren, ammoniakhoudende verbindingen, fosfor, zwavel en natriumdithionaat, met kans op ontploffingsgevaar.
De stof is irriterend voor de ogen, de huid en de luchtwegen.